# 三閉伊一揆
三閉伊一揆（さんへいいっき）は、弘化4年（1847年）および嘉永6年（1853年）に南部藩で起きた百姓一揆。三閉伊通一揆とも呼ばれる。
同藩は領内を33の「通（とおり）」に分けて統治していたが、このうち九戸郡および閉伊郡の両郡一帯は、野田通・宮古通・大槌通の3つの「通」から成り、各々代官所が置かれていた。これら3つの通りは同藩領内における現在の三陸海岸地域にあたり、一括して「三閉伊通」あるいは「海辺道」と総称されていたため、前者の名を採って一揆の名称となっている。

## 背景
寛政4年（1792年）にラクスマン来航事件が起きると、翌年には江戸幕府からの命令により、南部藩は兵を出して根室と函館の守りを固めることになり、財政負担が増加した。文化2年（1805年）に幕府は、蝦夷地警護松前出兵の功績から南部藩を10万石加増して石高20万石としたが、これは知行域の増加を伴わない表高の加増であったため、実質税収があがらないのに20万石相当の軍役を負担させられることを意味し、藩財政は窮迫した。
南部藩は当時の稲作の北限地区であるにもかかわらず、水稲生産を強行したため、江戸時代後半の冷涼な気候（小氷期）と合わせて連年凶作に見舞われており、民衆も困窮していた。藩は目安箱を設置するが、記名式だったため民意を聞くのに用いられず、罪人を糾明する証拠集めに悪用された。また、以下のような悪政が行われていた。
- 藩は負債を次から次へと作り、それを新税や重税で解消しようとしたこと。
- 海産業を主とする三閉伊地方（三陸海岸沿岸部）に水稲の基準で重税を課したこと。
- 三閉伊地方の産業（漁業・製材業・製鉄業）に御用金制度を用い、無理な課税を行ったこと。
- 「軒別税」と呼ばれる人頭税を実施したこと。
- 藩札「七福神」の大量発行によるインフレーションが発生したこと。
- 幕府の手伝い普請（公共工事手伝い命令）による臨時課税があり、これを御用金で補ったこと。
- さらに、財政難から武士の禄を長期にわたって借上したこと。

これらによって、民衆の不満は高まっていた。

## 盛岡南方一揆
天保7年（1836年）暮、盛岡南方一揆（盛岡強訴）が発生する。連続する大凶作のなか、南部藩の度重なる御用金の賦課や藩札の乱発行によるインフレーションなどに対し、御用金の免除などを要求し各村々がめいめいに強訴を行った。南部藩は一旦要求を受け入れたが、一揆解散後約束を取り消し、首謀者を処罰した。また、政治は一揆以前と何の変化もなかった。
さらに天保8年（1837年）初め、盛岡南方一揆（仙台越訴）が発生する。前年の一揆とは異なって領民は仙台に逃散し、南部藩を非難した。南部藩は一揆衆を取り戻すため、首謀者を処罰しないことを約束し、仙台藩は幕府に内密にすることを約束した。しかし南部藩は一揆衆を取り戻した後、約束を破って首謀者を処刑した。このため領民は南部藩を軽視するようになった。その後、南部藩は目安箱を設置した。

## 1847年 南部三閉伊一揆 遠野強訴
南部藩藩主南部利済と家老横沢兵庫は、租税を前納させる、大土木事業を起して幕府の耳に入るとこれを壊す、巨額を投資した事業をあっさり廃棄するなどの悪政を敷いた。これらの悪政により財政は困窮し、その穴埋めとして天保8年（1837年）から東海岸三閉伊通りの海産業に対し重税や御用金を課したほか、天保10年（1839年）からの5年間、「軒別税」という人頭税を課すこととした。「軒別税」は天保8年（1837年）に一揆が起きた南方を避け、産業の盛んな東海岸にかけた。この「軒別税」の徴収中は、他の新税を一切賦課しない約束だったが、藩は約束を破って1年に3～4回新税をかけ、さらに御用金を徴収した。そして、前年の御用金をも納めていない弘化4年（1847年）10月。藩は再度六万両の御用金を賦課した。中でも三閉伊通りに賦課された額が他地域より多かった。
一揆は11月から浜岩泉村牛切（現田野畑村）の牛方弥五兵衛総指揮の下に行われた。弥五兵衛は半生をかけて盛岡藩全域を海産物や塩荷駄を運びながら、全領一揆を説いて歩いた人物である。弥五兵衛総指揮の下、総勢1万2千人余りは盛岡藩筆頭家老南部弥六郎の領地遠野に到着。弥五兵衛は盛岡から来た家老を拒否し、遠野南部家に対して新たに課された御用金の撤廃をはじめとする26ヶ条の要求を提出した。これに対し遠野南部家は御用金の全免をはじめとして12ヶ条を許可し、後は追って調査の上許可するであろうと回答した。一揆勢は遠野南部家から帰路の食料を支給されるという異例の扱いを受け帰村した。しかし、この成果が不完全なものだと見抜いた弥五兵衛は、この日から新たに一揆の勧誘で各村を回った。一揆後、藩は家老横沢兵庫の罷免、藩主南部利済の隠居と長男南部利義への譲位という対応をとった。それと並行して一揆首謀者の探索が行われ、弥五兵衛は捕縛されて嘉永2年（1849年）5月に斬殺された。なお捕縛を行った隠密同心工藤乙之助は石川啄木の曽祖父である。そして弥五兵衛斬殺の翌月、江戸滞在中の利義のもとに利済は南部土佐を送り込み、利義に退位するよう圧力をかけた。この結果11月に利義は退位に追い込まれ、南部利剛が後継の藩主となった。これにより利済の院政が開始され、利義廃位反対派への弾圧が進められることとなった。

## 1853年 南部三閉伊一揆 仙台強訴
実権を握った利済は遠野強訴が沈静化すると公約を破棄した。横沢兵庫に加えて側用人の石原汀を参政兼会計総括を兼務させ、田鎖左膳を番頭に登用し、近習頭に昇進させて側近政治を強化、悪政が続くことになる。また参勤交代費が足りず、上京延期を申し出るありさまであった。負債の打開策として新税・増税・御用金をさらに民衆に課した。
嘉永6年（1853年）、3月に数百人の農民が忠兵衛の指導により野田代官所を襲撃したが、忠兵衛の急死によりいったん頓挫した。しかし農民らは再び陣容を整えて発頭人筆頭である多助のもとに6月3日、野田通の田野畑村から一揆を起こす。白赤だすき、そして筵（むしろ）に「小○」（困るの意味）と書きそれをのぼり旗として、槍隊・棒隊と隊列を組んで、浜通りを南下しながら資産家に軍資金や食料を供出させ、応じない資産家の家財家屋を打ち壊して歩いたという。田老・宮古・山田の各村を押し出すにつれ一揆勢は大群衆となって6月4日、大槌通に押し寄せ、翌5日に釜石に集合した一揆勢の人数は約1万6千余人にも達した。一揆勢はその後間道を進み、篠倉峠を越えて約半数が仙台領気仙郡唐丹村への越訴に成功し、仙台藩に、政治的要求3ヵ条と具体的要求49ヵ条を提出した。
一揆の要求は「三閉伊通の百姓を仙台領民として受け入れ、三閉伊通を幕府直轄地か、もしできなければ仙台領にしてほしい。役人が多いから減らしてほしい。金上侍を元に戻してほしい。御用金その他臨時税が多すぎる。租税請負を廃してほしい。」などであった。なお、これらに加えて南部利義の復位も要求された。
南部藩は一揆勢の百姓の引き渡しを仙台藩に要求するが、1837年仙台越訴での違約を考慮し、引き渡しをしなかった。ところが黒船来航により仙台藩にも警備の命が下りたため一揆への対応どころではなくなり、代表45人を残して帰国を勧めたものの一揆勢は帰国せず、結局全ての一揆勢の百姓を仙台藩のあずかり百姓として保護した。多助は、長引く交渉で代表45人が望郷の念にかられると「我々は民衆のために死ぬ覚悟だ。仙台なり江戸なりで処罰を受けるのならそれも本望。帰国し処罰されても万人のためにならないし、これこそ無駄死にだ。皆で覚悟を決めようではないか」と説いて結束を強めた。
これに対して南部藩は利義の復帰を除いて一揆勢の要求全てを受け入れると共に、一揆指導者の処分を一切しなかった。また、家老の南部土佐は蟄居、参政兼会計総括の石原汀や番頭の田鎖は身帯家屋敷等取上げの上蟄居の処分となったことをはじめとして、勘定奉行・大目付以下2百数十名が罷免され、利済派は一掃された。翌年2月、藩政後見と称し院政を敷いていた利済は幕府の命令で江戸に呼び出され、江戸城下にて謹慎となった。
その後、一揆の指導者三浦命助が逃走中にもかかわらず、京都二条家の家臣という触れ込みで領内に現れたところを捕えられ、盛岡に入牢させられて獄死した。

## 一揆の特徴
南部藩の領民が約35万人・三閉伊通りの人口約6万人だったのに対して、参加者は1万6千人程度と、大規模な一揆であった。参加者は農民や漁民、その他の様々な生業に携わる人々の集合で女性も多く、年齢層も幅広かった。
また、指導者の談合により行動は計画され、民衆はその指示に従っていた。さらに、藩政そのものを否定するに留まらず、失敗したとはいえ前藩主の復位及び帰国を要求した点において、従来の一揆より政治性の高い要求であった。要求実現のため、藩と藩の公約にするために越訴という方法をとった。また、代表者45人の身にもしものことがあったら、子孫の10年間10両の保育料を各村が支給する契約を結んでいた。

## その他
- 盛岡強訴の際に農民たちは、「小○」を旗印にした昇り旗を建てて行進した。この「小○」とは「困る」の意味があり、農民の窮状を訴える記号とされた。
- 田野畑村民俗資料館には、三閉伊一揆の資料、再現模型が展示してあり、一揆を物語にしたマルチスライドを見ることができる。

## 三閉伊一揆を扱った作品
- 『また来た万六』（吉田タキノ著、偕成社、1972年）　（「万六」は牛方弥五兵衛の別名。また作者の吉田タキノは万六の曾孫である）
- 『白赤だすき小○（こまる）の旗風 (児童文学創作シリーズ)』（後藤竜二著、講談社、1976年、ISBN 4-06-118942-5）
- 『南部一揆の旗』（小野寺公二著、三一書房、1985年）
- 『愛闘』（生出仁著、岩手出版、1988年）
- 『大一揆』（平谷美樹著、KADOKAWA、2020年）
- 『遠巷説百物語』（京極夏彦著、角川書店、2021年）